# ID@Xbox
ID@Xbox (do inglês Independent Developers @ Xbox, em português Desenvolvedores Independentes @ Xbox) é um programa da Microsoft que permite aos desenvolvedores independentes de jogos eletrônicos publicar títulos para o Microsofr Windows e o consoles Xbox One e o Xbox Series X/S.
Segundo Estevan Lora, como forma de apoio, os desenvolvedores indies recebem o mesmo espaço dado aos jogos conhecidos como AAA. Quanto questionado sobre a recente inundação de jogos nas diversas lojas de games e aplicativos, Estevan afirmou que se o game tiver qualidade e trouxer inovações provavelmente ele terá sucesso, não importando o número de concorrentes.

## Visão geral

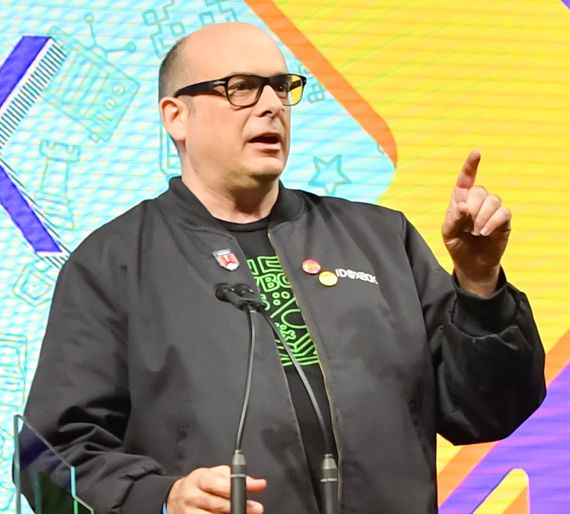
Chris Charla, diretor do ID@Xbox, na Game Developers Conference 2019

A Microsoft oferece aos registrados dois kits de desenvolvimento para o Xbox One e uma licença Unity Pro, tudo de forma gratuita. São também fornecidas todas as documentações necessárias para o projeto.
Ao se tornar um registrado no ID@Xbox, o desenvolvedor passa a contar com um leque de opções bem amplo: o próprio estúdio pode escolher em qual região deseja lançar seu jogo, por exemplo, podendo restringir o título à apenas um país ou região. Os desenvolvedores também têm ao seu dispor todas as funcionalidades já disponibilizadas pela Microsoft para o Xbox One, entre elas o Kinect e o serviço de computação em nuvem.